# Düsseldorf Flughafen Fernbahnhof
Düsseldorf Flughafen Fernbahnhof – stacja kolejowa w Düsseldorfie, w kraju związkowym Nadrenia Północna-Westfalia, w Niemczech. Stacja znajduje się w pobliżu portu lotniczego Düsseldorf. Posiada 3 perony.
| Düsseldorf Flughafen Fernbahnhof |  |                      |
| Linia Köln Hbf – Duisburg Hbf    |  |                      |
| Düsseldorf-Unterrath             |  | Düsseldorf-Angermund |